# Solesino
Solesino es una localidad y comune italiana de la provincia de Padua, región de Véneto, con 7.176 habitantes.

## Evolución demográfica
| Gráfica de evolución demográfica de Solesino entre 1861 y 2001 |
|                                                                |
| Fuente ISTAT - elaboración gráfica de Wikipedia                |